# Triptykon (groupe)
Triptykon est un groupe de metal extrême suisse, originaire de Zürich. Il s'agit d'un projet musical de Thomas Gabriel Fischer, membre fondateur des groupes de heavy metal Hellhammer, Celtic Frost et Apollyon Sun. 

## Biographie
Fischer annonce son départ de Celtic Frost en mai 2008, et révèle peu après que son nouveau projet est Triptykon. Le nom du groupe s'inspire du mot grec triptych. Le logo s'inspire du blason de la République de Weimar. Le premier échantillon audio, pour la chanson Crucifixus, peut être écoutée sur le Myspace officiel du groupe, entre autres. 
Le 5 août 2009, Triptykon publie un communiqué de presse indiquant que l'enregistrement de leur premier album, Eparistera Daimones, commencera dans le courant du mois d'août et continuera jusqu'en novembre, jusqu'à la sortie au printemps 2010,. Le 21 décembre 2009, Triptykon publie un nouveau communiqué de presse qui révèle que Eparistera Daimones sortira le 22 mars 2010. Avant cette sortie, le groupe renouvelle son contrat au label Century Media Records.
Un EP, Shatter, est publié le 25 octobre 2010, ainsi qu'un clip pour le titre éponyme Shatter. Fischer annonce en octobre 2013 un nouvel album intitulé Melana Chasmata.
Le 7 février 2014, la sortie de Melana Chasmata est révélé pour le 14 avril 2014. Le nouvel album est bien accueilli par la presse spécialisée. 
En fin octobre 2015, un nouvel album est annoncé, sans aucune précision quant à sa date de sortie. Le 6 août 2016, ils participent au Wacken Open Air.

## Membres
- Thomas Gabriel Fischer - chant, guitare (ex-Hellhammer, ex-Celtic Frost, ex-Apollyon Sun)
- V. Santura - guitare, chant (Dark Fortress, Noneuclid)
- Norman Lonhard - batterie, percussions (Fear My Thoughts, Pigeon Toe)
- Vanja Slajh - basse